# Đèn sợi đốt

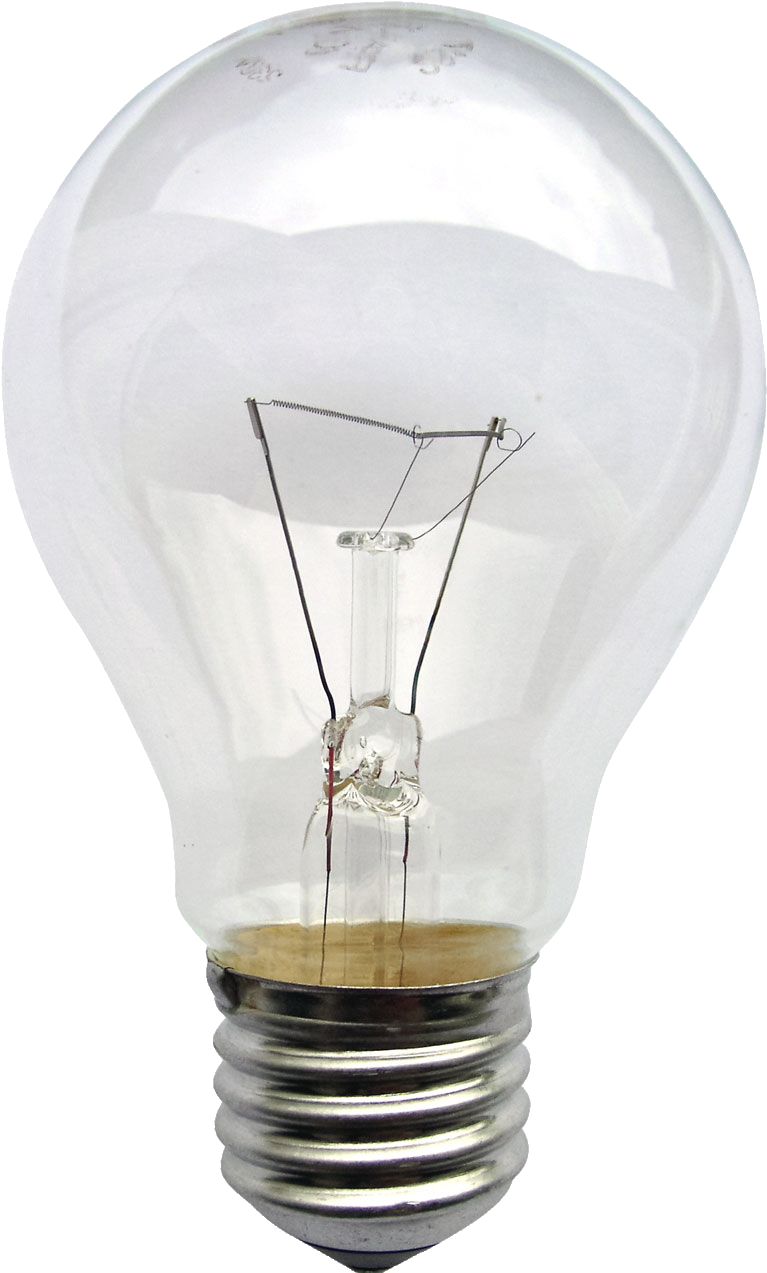
Một bóng đèn sợi đốt.

Đèn sợi đốt, còn gọi là đèn dây tóc là một loại bóng đèn dùng để chiếu sáng khi bị đốt nóng, dây tóc là bộ phận chính để phát ra ánh sáng, thông qua vỏ thủy tinh trong suốt. Các dây tóc - bộ phận phát sáng chính của đèn được bảo vệ bên ngoài bằng một lớp thủy tinh trong suốt hoặc mờ đã được rút hết không khí và bơm vào các khí trơ (hoặc khí hiếm). Kích cỡ bóng phải đủ lớn để không bị hơi nóng của nhiệt tỏa ra làm nổ. Hầu hết bóng đèn đều được lắp vào trong đui đèn, dòng điện sẽ đi qua đuôi đèn, qua đuôi đèn kim loại, vào đến dây tóc làm nó nóng lên và đến mức phát ra ánh sáng. Đèn sợi đốt thường ít được dùng hơn vì công suất quá lớn (thường là 60W), hiệu suất phát quang rất thấp (chỉ khoảng 5% điện năng được biến thành quang năng, phần còn lại tỏa nhiệt nên bóng đèn khi sờ vào có cảm giác nóng và có thể bị bỏng). Đèn dây tóc dùng điện áp từ 1,5 vôn đến 300 vôn.
Về người sáng chế ra bóng đèn sợi đốt, các nhà lịch sử Robert Friedel và Paul Israel đã liệt kê 22 nhà phát minh loại đèn này trước Joseph Swan và Thomas Edison (1847 – 1931). Họ kết luận rằng phiên bản đèn sợi đốt (được sản xuất hàng loạt từ năm 1880) của Edison hơn các phiên bản khác do kết hợp ba yếu tố: vật liệu đốt hiệu quả hơn, độ chân không trong bóng đèn cao hơn các phiên bản khác (bằng cách sử dụng bơm Sprengel) và điện trở cao hơn khiến việc phân phối điện từ một nguồn trung tâm có thể thực hiện được một cách kinh tế (còn có tên gọi là đèn nung sáng)
Tuy nhiên, vì đèn tiêu tốn năng lượng không hiệu quả (khoảng 10-22 lumen / watt so với 61-140 lumens / watt so với đèn LED trắng), từ năm 2007, ở một số quốc gia và lãnh thổ, bao gồm Liên minh Châu Âu, Thụy Sĩ, Cộng hòa Nhân dân Trung Hoa và Úc, Mỹ đã quyết định từng bước cấm sản xuất và phân phối các bóng đèn sợi đốt với hiệu quả năng lượng thấp. Bằng cách này, hiệu suất năng lượng cần được tăng lên và tiết kiệm năng lượng.

## Lịch sử
Vào năm 1800, nhà phát minh người Italia Alessandro Volta đã phát triển phương pháp thực tiễn đầu tiên làm phát ra điện, đó là cột volta.
Năm 1809, Humphrey Davy lần đầu tiên biểu diễn đèn hồ quang carbon tại Viện Hoàng Gia ở Luân Đôn. Năm 1877, những ngọn đèn hồ quang được treo bên ngoài Nhà hát kịch Balê Pari. Chúng giống như những ngọn nến, bên trong có hai thanh carbon đồng trục phát sáng khi được tách nhau. Đèn hồ quang xuất hiện đúng vào thời điểm lịch sử khi mà điện đã rời bỏ phòng thí nghiệm đi vào cuộc sống thường ngày. Đó là thời gian của các xe ngựa treo đèn hơi đốt, khi mà nội chiến ở Mỹ vừa qua đi được hơn mười năm. Đối với nhiều người, đèn hồ quang là một thiết bị điện đầu tiên mà họ nhìn thấy.
Tháng 1 năm 1879, tại phòng thí nghiệm của mình tại Menlo Park, New Jersey, Thomas Edison – một trong những nhà phát minh nổi tiếng nhất của mọi thời đại đã chế tạo bóng đèn điện sợi đốt đầu tiên. Đèn phát sáng khi dòng điện đi qua dây tóc mỏng platin đặt trong một bóng thủy tinh hút chân không để chống oxy hóa. Lúc đó, đèn chỉ cháy trong vài giờ. Chiếc đèn hiệu quả đầu tiên dùng dây tóc là sợi vải tẩm carbon. Trưa ngày 21 tháng 10 năm 1879, mẫu đèn đầu tiên của Edison đã cháy trong 45 giờ. Ngày hôm sau Edison bắt đầu thí nghiệm mới dùng bìa các tôn tẩm carbon làm dây tóc. Vào đêm giao thừa 31 tháng 12 năm 1879 Edison biểu diễn trước công chúng phát minh của ông tại công viên Menlo, New Jersey. Năm 1880, ngày 17 tháng giêng, bằng phát minh số 223,898 được cấp cho Edison vì bóng điện này. Đó là thành quả của sự cải tiến liên tục của Edison làm cho đến tận năm 1879. Mặc dù đã hơn trăm năm qua chiếc bóng đèn này vẫn giống như những chiếc bóng đèn đang chiếu sáng các ngôi nhà hiện nay. Đuôi đèn của chiếc bóng đèn thế kỷ 19 này vẫn giống như đui đèn ta dùng ngày nay. Đó là một trong các đặc điểm quan trọng nhất của chiếc bóng đèn và hệ thống điện của Edison. Chiếc nhãn dán trên bóng đèn có dòng chữ: "New Type Edison Lamp. Patented Jan. 27, 1880 OTHER EDISON PATENT." Edison đã phát minh ra đèn sợi đốt và lịch sử cũng chứng kiến hàng loạt những cải tiến kỳ diệu và những công nghệ chiếu sáng mới.
Đèn phóng điện công suất cao (HID) đã được sử dụng thay cho đèn sợi đốt từ những ngày đầu của thế kỷ 20.Chiếc đèn HID là đèn hơi thủy ngân của Peter Cooper Hewitt chế tạo năm 1901. Đó là một bóng dài khoảng 1.2 mét cho ánh sáng màu xanh – xanh lá cây.
Những chiếc đèn hơi thủy ngân dày dặn chắc chắn giống như những chiếc đèn sử dụng ngày nay đã được đưa vào sử dụng năm 1934 với công suất 400 W.
Những nghiên cứu về đèn hơi Natri áp suất thấp bắt đầu từ những năm 1920. Những ứng dụng thương mại đầu tiên được dùng cho chiếu sáng các đại lộ nối vùng Beek và Geleen ở phía bắc của Hà Lan ngày 1 tháng 7 năm 1932. Cũng trong năm này, đường Purley Way ở London cũng được chiếu sáng bằng loại đèn này. Đèn hơi Natri áp suất thấp dễ nhận biết bởi màu vàng hổ phách của mình.
Đèn huỳnh quang được trình diễn trước công chúng tại hội chợ quốc tế tại New York vào năm 1937. Loại đèn này được thương mại hóa khoảng năm 1938. Đèn huỳnh quang thuộc loại nguồn sáng phóng điện áp suất thấp, ánh sáng được phát ra bởi bột huỳnh quang sau khi chúng được kích thích bằng các tia cực tím phát ra bởi phóng điện của hơi thủy ngân.
Đèn sợi đốt dây tóc Wolfram có pha hơi nguyên tố halogen được sáng chế vào năm 1957 và đưa vào sử dụng năm 1960 để chiếu sáng phối cảnh trong các nhà hát kịch. Bóng đèn sợi đốt wolfram thường bị đen với thời gian do wolfram bay hơi khỏi dây tóc và bám lên thành của bóng đèn. Hơi halogen dùng để tự làm sạch. Khi các nguyên tử wolfram bay hơi khỏi dây tóc chúng sẽ kết hợp với các nguyên tử halogen và lắng đọng trở lại chính trên dây tóc.
Đèn hơi kim loại halide được phát triển vào khoảng năm 1960. Đèn halide thuộc loại đèn phóng điện trong môi trường hơi thủy ngân áp suất cao có pha thêm hơi của các nguyên tố halogen.
Đèn hơi Natri áp suất cao được sử dụng rộng rãi ngay từ khi chúng ra đời vào năm 1966. Đèn này cho độ rọi lớn hơn đèn thủy ngân, huỳnh quang hoặc sợi đốt và có màu tự nhiên hơn so với đèn Natri áp suất thấp.

## Cấu tạo
Gồm sợi đốt, bóng thủy tinh và đuôi đèn
- Sợi đốt làm bằng Wolfram, chịu được nhiệt độ cao, có chức năng biến đổi điện năng thành quang năng.
- Bóng đèn được làm bằng thủy tinh chịu nhiệt,chịu được nhiệt độ cao,bảo vệ sợi đốt
- Đuôi đèn (đuôi xoáy E27 hoặc E14 và đuôi ngạnh B22) được làm bằng đồng hoặc sắt tráng kẽm gắn chặt với bóng thủy tinh, có chức năng nối với mạng điện cung cấp cho đèn

## Đặc điểm
Phát ra ánh sáng liên tục (không gây mỏi mắt). Hiệu suất phát quang thấp (không tiết kiệm điện năng). Tuổi thọ thấp (khoảng 1000 giờ). Đèn sợi đốt hiện nay có hai loại:
1.  Loại chứa khí trơ: Bầu đèn lớn, bao gồm:
1. Đèn Sợi đốt thông dụng:

Là đèn có sợi đốt wolfram tiêu chuẩn, chúng có nhiều dạng bóng đèn khác nhau (trong suốt, mờ, trắng đục, màu, v..v.). Phần lớn hiện nay là loại trắng đục có công suất trong khoảng 15 đến 1000 watts có đui xoáy hoặc đui ngạnh. Một số loại của bóng đèn này thuộc loại để trang trí có hình dạng như ngọn nến hoặc hình chữ nhỏ. Những loại bóng này rất không hiệu quả, hiệu suất chỉ khoảng 11-19 lm/W. Thông thường chúng có thời gian sống tương đối ngắn khoảng 1000 giờ, nhưng chúng có giá thành ban đầu thấp và CRI=100,CT=2700K. Với những tiến bộ hiện thời của đèn huỳnh quang thu gọn và đèn sợi đốt pha hơi halogen thì việc tiếp tục sử dụng đèn sợi đốt thông thường là khó chấp nhận.
1. Đèn sợi đốt có lớp phản xạ:

Là loại bóng sợi đốt wolfram tiêu chuẩn có bóng đèn được tráng ở mặt trong hay mặt ngoài một lớp phản xạ để tăng cường tập trung ánh sáng theo một hướng nhất định. Bóng đèn này thường có hai loại: Loại bóng có dạng chụm có lớp phản xạ nhôm và loại bóng phản xạ dạng nở xòe. Cũng giống như các bóng sợi đốt khác loại bóng này có thời gian sống ngắn, hiệu suất rất thấp. Công suất của bóng trong khoảng 40-300W.
2. Loại chứa khí Halogen: Bầu đèn nhỏ, công suất lớn
Suốt quá trình hoạt động của bóng đèn thường, sự bay hơi của dây tóc wolfram là nguyên nhân làm vỏ thủy tinh bị đen làm giảm cường độ chiếu sáng. Mặc dù có thể giảm được quá trình này bằng cách đặt dây tóc trong một bóng thủy tinh có thể tích lớn hơn. Nhưng cường độ ánh sáng của bóng đèn này bị giảm nhiều sau một thời gian sử dụng
Vấn đề trên đã được khắc phục với sự ra đời của bóng đèn Halogen. Bóng Halogen có công suất và tuổi thọ cao hơn bóng đèn thường. Đây là loại đèn thế hệ mới có nhiều ưu điểm so với đèn thế hệ cũ như: Đèn halogen chứa khí halogen như iode hoặc brom. Các chất khí này tạo ra một quá trình hoá học khép kín: Iode kết hợp với wolfram bay hơi ở dạng khí thành iodur wolfram, hỗn hợp khí này không bám vào vỏ thủy tinh như bóng đèn thường mà thay vào đó sự chuyển động đối lưu sẽ mang hỗn hợp này trở về vùng khí nhiệt độ cao xung quanh tim đèn (ở nhiệt độ cao trên 1450 0C) thì nó sẽ tách thành 2 chất: wolfram bám trở lại tim đèn và các phần tử khí halogen được giải phóng trở về dạng khí. Quá trình tái tạo này không chỉ ngăn chặn sự đổi màu bóng đèn mà còn giữ cho tim đèn luôn hoạt động ở điều kiện tốt trong một thời gian dài. Bóng đèn halogen phải được chế tạo để hoạt động ở nhiệt độ cao hơn 250oC. Ở nhiệt độ này khí halogen mới bốc hơi. Người ta sử dụng phần lớn thủy tinh thạch anh để làm bóng vì loại vật liệu này chịu được nhiệt độ và áp suất rất cao (khoảng 5 đến 7 bar) cao hơn thủy tinh bình thường làm cho dây tóc đèn sáng hơn và tuổi thọ cao hơn bóng đèn thường.
Thêm vào đó, một ưu điểm của bóng halogen là chỉ cần một tim đèn nhỏ hơn so với bóng thường. Điều này cho phép điều chỉnh tiêu điểm chính xác hơn so với bóng bình thường. (Chú ý trên thị trường hiện nay bóng đèn giả halogen rất nhiều)

## Phân biệt đèn sợi đốt khí trơ và đèn sợi đốt khí halogen
Đèn sợi đốt tạo ánh sáng khi dòng điện đi qua sợi tóc làm bằng wolfram khiến nó nóng đỏ lên phát ra ánh sáng.
Đèn halogen cũng là một loại đèn sợi đốt nhưng trong bóng, ngoài khí trơ còn có thêm khí thuộc nhóm halogen (iod, brom), khắc phục được tình trạng bóng đèn bị đen do kim loại wolfram bốc hơi ở nhiệt độ cao tích tụ dần trên thành bóng. Hiện tượng bốc hơi vẫn xảy ra nhưng trên thực tế hầu như không còn sự tích tụ phân tử wolfram lên thành bóng. So với đèn sợi đốt thông thường, với cùng công suất và tuổi thọ, đèn halogen có kích thước bé hơn, hiệu suất phát sáng cao hơn và độ ổn định quang thông tốt hơn, được chế tạo với công suất từ vài W đến vài chục KW, dùng để chiếu sáng ngoài trời, trường quay, trong máy sao chụp và máy chiếu.
Bóng đèn sợi đốt halogen thường có một hoặc hai đầu dùng ngay nguồn điện lưới không qua bộ biến đổi điện. Cũng thuộc loại bóng đèn sợi đốt nên chúng có hiệu suất thấp so với các loại bóng khác. Tuy nhiên nhờ có các nguyên tử khí halogen nên so với bóng sợi đốt thông thường chúng có hiệu suất cao hơn 20% và đặc tính quang học cũng ổn định hơn với thời gian. Ngoài ra những bóng halogen loại mới với lớp tráng phản xạ tia hồng ngoại làm tăng hiệu suất của chúng lên đến 25-30%so với bóng halogen thông thường. Những đặc trưng chính của loại bóng đèn này là:
• Công suất 25-250 Watt (loại một đầu), 60-2000Watt (loại hai đầu)
• CT=3000 Kelvin, CRI=100
• Hiệu suất 11-17 lm/W (một đầu) và 14-23 lm/W (hai đầu)
• Tuổi thọ khoảng 2000 giờ (một đầu) và 3000 giờ (hai đầu)
|           | 120-volt lamps | 120-volt lamps  | 230-volt lamps | 230-volt lamps  |
| Power (W) | Output (lm)    | Efficacy (lm/W) | Output (lm)    | Efficacy (lm/W) |
| --------- | -------------- | --------------- | -------------- | --------------- |
| 5         | 25             | 5               |                |                 |
| 15        | 110            | 7.3             |                |                 |
| 25        | 200            | 8.0             | 230            | 9.2             |
| 40        | 500            | 12.5            | 430            | 10.8            |
| 60        | 850            | 14.2            | 730            | 12.2            |
| 75        | 1,200          | 16.0            |                |                 |
| 100       | 1,700          | 17.0            | 1,380          | 13.8            |
| 150       | 2,850          | 19.0            | 2,220          | 14.8            |
| 200       | 3,900          | 19.5            | 3,150          | 15.8            |
| 300       | 6,200          | 20.7            | 5,000          | 16.7            |
| 500       |                |                 | 8,400          | 16.8            |

## Số liệu kĩ thuật
Điện áp định mức của đèn sợi đốt thường dùng: 127V, 220V, 110V.
Công suất định mức: 15W, 25W, 40W, 60W, 75W, 100W, 200W, 300W.